# Medalla al mérito en la frontera (Azerbaiyán)
La Medalla por méritos en la frontera de Azerbaiyán (en azerí: "Sərhəddə fərqlənməyə görə" medalı) es una condecoración militar azerí. 

## Historia
Fue creada por el Presidente de Azerbaiyán, Heydər Əliyev, mediante decreto presidencial N.º 760, y ratificada por la Asamblea Nacional de la República de Azerbaiyán el 6 de diciembre de 1993, y reformada por Ley N.º 429-IQD de 6 de febrero de 1998, Ley N.º 326-IIQD de 17 de mayo de 2002, Ley N.º 597-IIQD de 5 de marzo de 2004, y Ley N.º 612-IIQD de 30 de marzo de 2004.
La Medalla al mérito en la frontera es otorgada a miembros del Ejército de la República de Azerbaiyán por las siguientes acciones:
- Haber repelido ofensivas en las fronteras del estado de la República de Azerbaiyán.[1]
- Haber participado en operaciones de combate que mantengan la integridad de las fronteras del estado.[1]
- Haber participado en el refuerzo de la seguridad fronteriza, y haber asistido a las tropas fronterizas en sus labores.[1]

### Jerarquía
La ostentación de la Medalla será en el lado izquierdo del pecho, después de la Medalla de distinción en el Servicio Militar u otra superior, que irán por delante.

## Características
La medalla consiste en una pieza de latón con forma circular, de 35 mm de diámetro, en cuyo anverso hay en el centro un dibujo de una muralla y unas almenas y sobre ella una espada con la empuñadura en la parte de arriba. En la parte superior está grabada en letras mayúsculas la inscripción «Sərhəddə fərqlənməyə görə» (al mérito en la frontera).
El reverso tiene su superficie lisa, con el número de medalla grabado en el centro.
La insignia va enganchada a una cinta de seda de color marrón de 27 mm × 43 mm con los bordes verticales de color dorado oscuro, mediante un pasador del mismo color que la medalla.
La medalla se entrega junto a una placa de 27 mm × 9 mm, envuelta en una cinta de seda del mismo color y diseño. La placa tiene un elemento para poder ser fijada en la ropa.